# رنو کوئید
رنو کوئید (انگلیسی: Renault Kwid) یک خودروی میکروکراس‌اوور اقتصادی و شهری طراحی‌شده توسط شرکت رنو است. این خودرو نخست برای بازار هند با قیمت پایین و به تبع آن امکانات کم و قابل دسترس برای عموم مردم عرضه شد؛ از اهداف دیگر این خودرو پرکردن جای خودروی منسوخ سوزوکی آلتو در بازار هند بوده‌است.
این خودرو هم‌اکنون در کشور برزیل مونتاژ و همچنین در هند برای بازار داخلی یا برای صادرات تولید و به اندونزی فرستاده می‌شود. به‌علاوه این خودرو قرار بود در ایران نیز به‌عنوان جایگزین پراید تولید شود.
نسخه هندی رنو کوئید در سال ۲۰۱۶ در آزمون‌های ایمنی NCAP بریتانیا هیچ ستاره‌ای کسب نکرد. اما نسخه برزیلی کوئید که دارای چهار کیسه‌هوا است، توانست در آزمون‌های ایمنی NCAP لاتین، سه ستاره ایمنی کسب نماید.

## ایمنی

### آزمون‌های انجام‌شده
| نتایج آزمون یورو ان‌سی‌ای‌پی | نتایج آزمون یورو ان‌سی‌ای‌پی | نتایج آزمون یورو ان‌سی‌ای‌پی |
| ------------------------- | ------------------------- | ------------------------- |
| Dacia Spring (۲۰۲۱)       |                           |                           |
| آزمون                     | امتیاز                    | %                         |
| کل:                       | 1/5 ستاره                 | 1/5 ستاره                 |
| سرنشین بالغ:              | 18.9                      | 49%                       |
| سرنشین کودک:              | 27.5                      | 56%                       |
| عابر پیاده:               | 21.3                      | 39%                       |
| کمک ایمنی:                | 5.2                       | 32%                       |

## فروش
این خودرو برای بازار هدف کشورهای عقب‌مانده و در حال توسعه در رده قیمتی ارزان طراحی شده‌است و از هند و آفریقا تا برزیل فروش داشته‌است.
| سال  | هندوستان | آفریقای جنوبی | برزیل  | آرژانتین | کلمبیا | مکزیک  | جهانی   |
| ---- | -------- | ------------- | ------ | -------- | ------ | ------ | ------- |
| ۲۰۱۵ | 17,933   |               |        |          |        |        |         |
| ۲۰۱۶ | 105,745  |               |        |          |        |        | 111,688 |
| ۲۰۱۷ | 92,440   | 8,027         | 22,576 | 430      |        |        | 124,807 |
| ۲۰۱۸ | 66,815   | 9,695         | 67,320 | 22,578   |        |        | 171,088 |
| ۲۰۱۹ | 53,438   | 11,848        | 85,117 | 12,058   |        | 7,196  | 183,989 |
| ۲۰۲۰ | 37,927   | 6,017         | 49,476 | 7,657    |        | 9,709  | 117,898 |
| ۲۰۲۱ |          | 7,919         | 52,922 | 3,168    |        | 11,368 | 120,056 |
| ۲۰۲۲ |          |               | 57,019 | 57       | 8,345  | 13,809 |         |

## نگارخانه

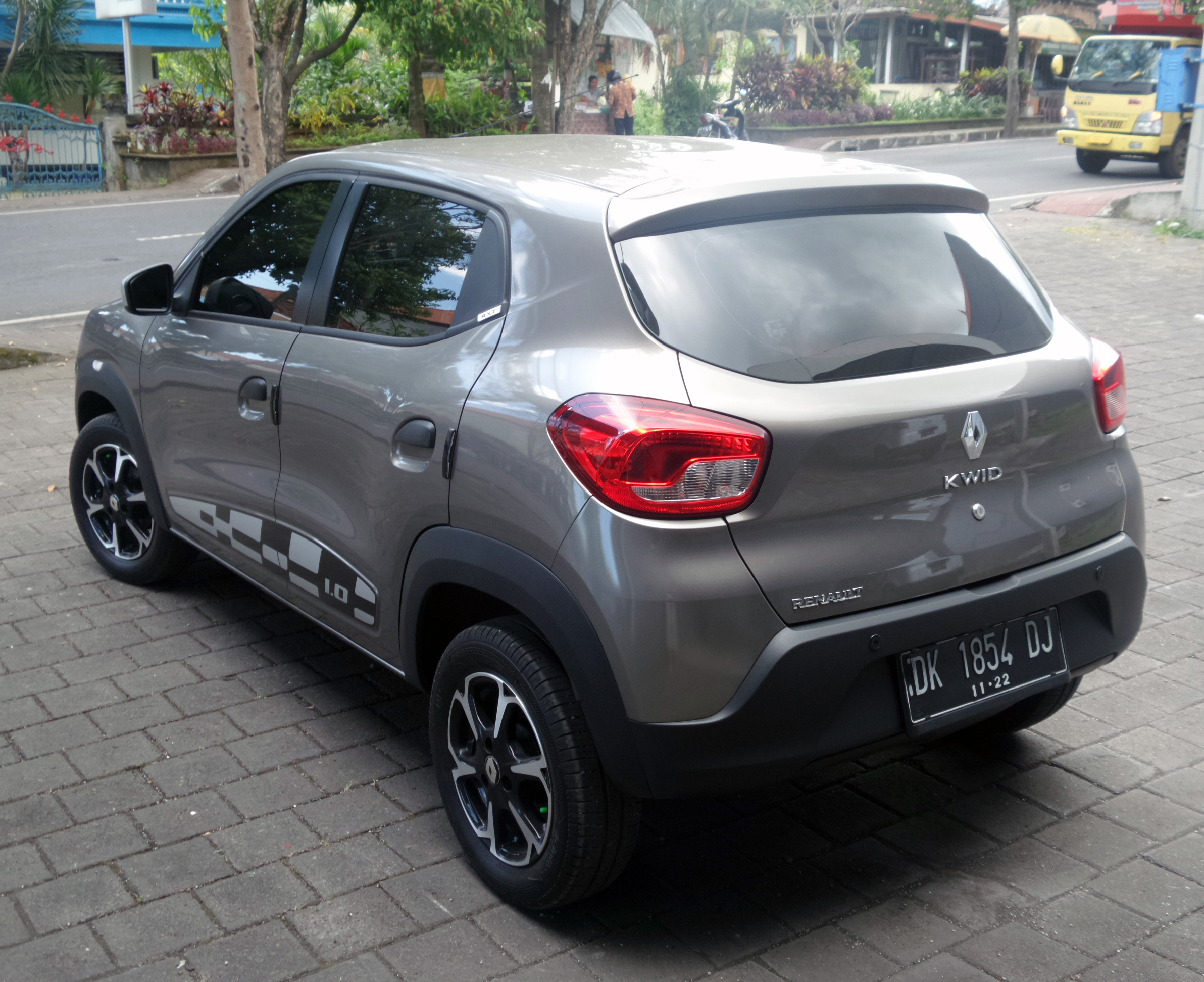
نمای پشت نسخه هندی
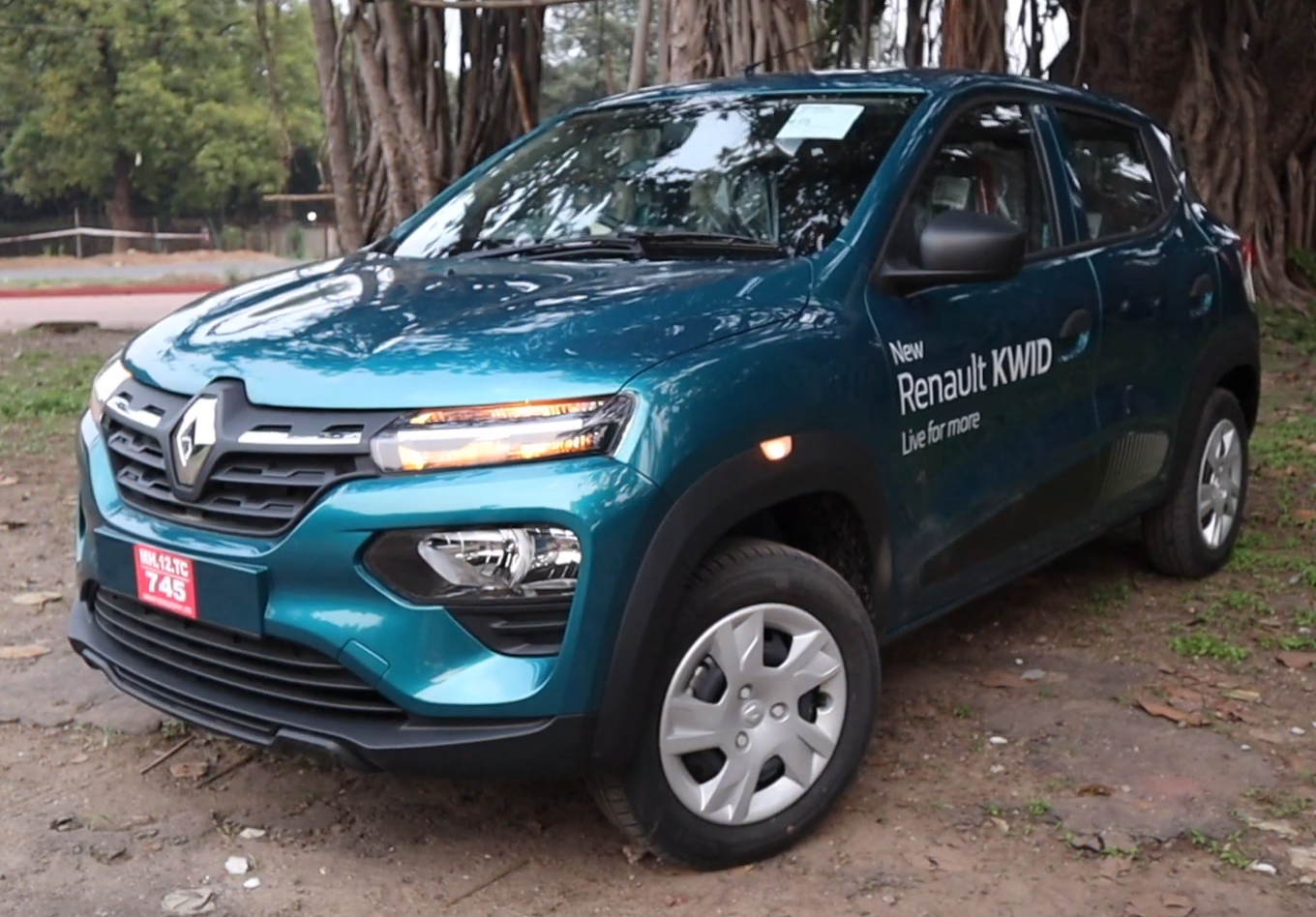
فیس‌لیفت ۲۰۱۹
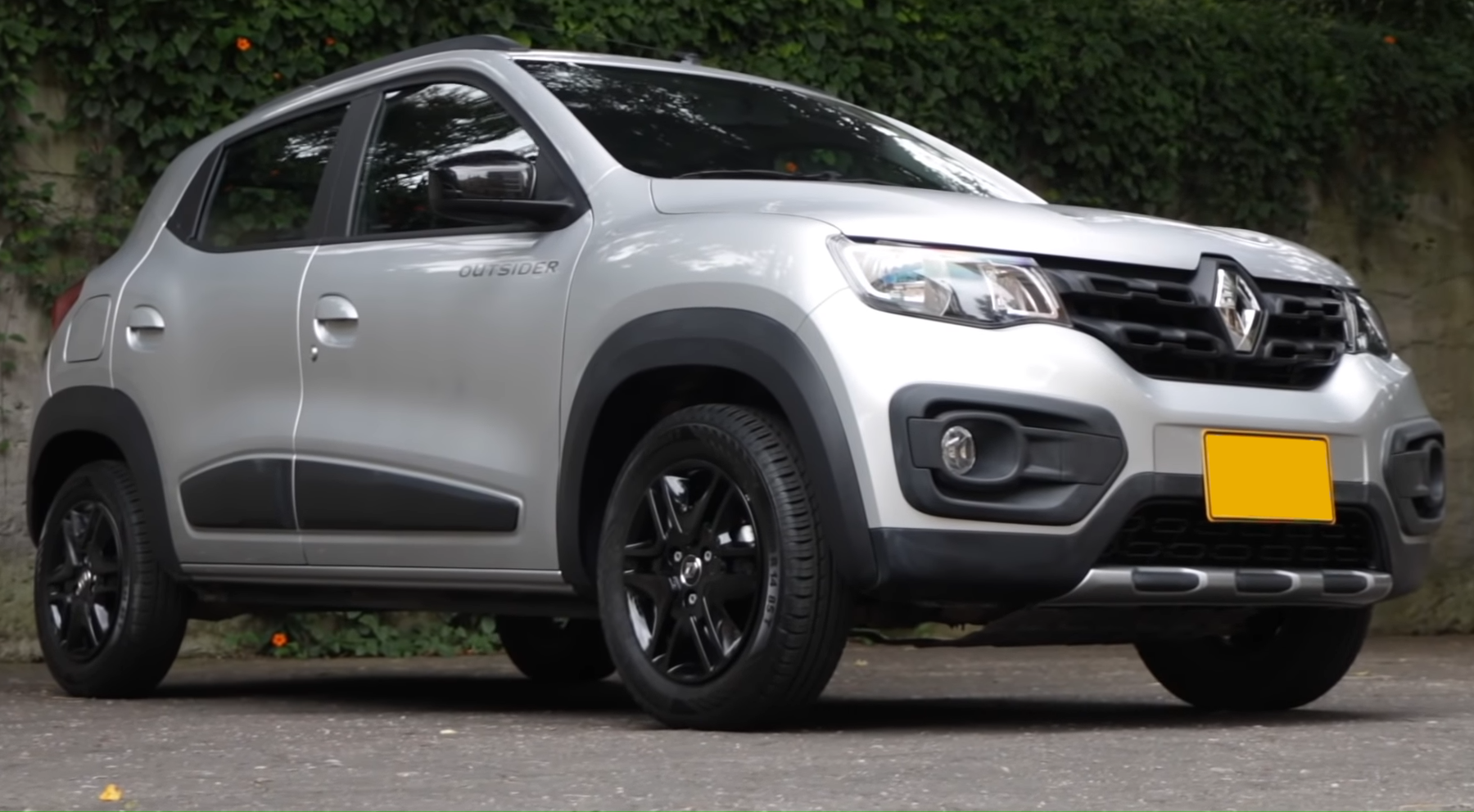
نمای جلوی نسخه برزیلی
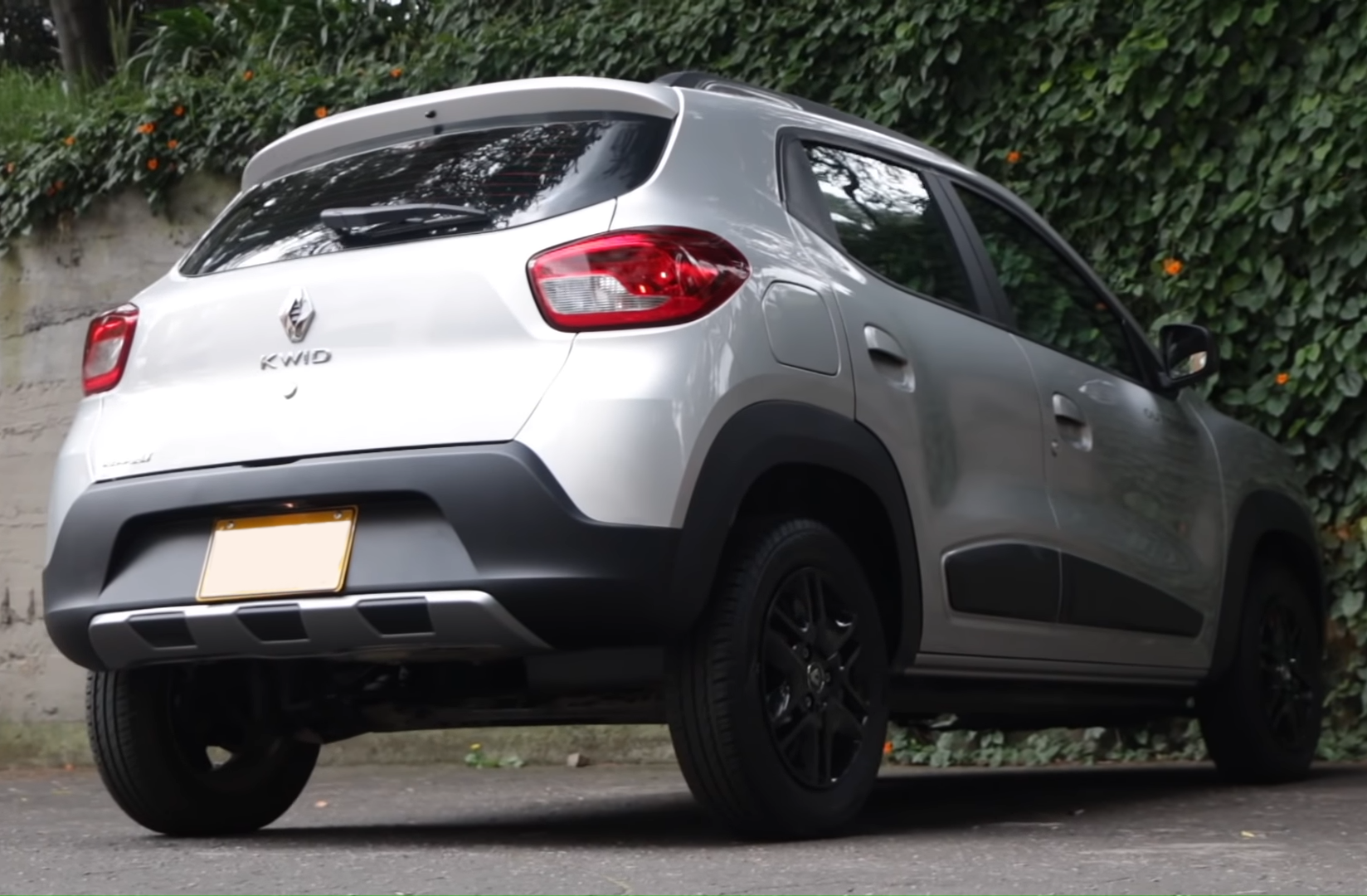
نمای پشت نسخه برزیلی